# Ренертсхофен
Ренертсхофен (њем. Rennertshofen) град је у њемачкој савезној држави Баварска. Једно је од 18 општинских средишта округа Нојбург-Шробенхаузен. Према процјени из 2010. у граду је живјело 4.833 становника. Посједује регионалну шифру (AGS) 9185153.

## Географски и демографски подаци
Ренертсхофен се налази у савезној држави Баварска у округу Нојбург-Шробенхаузен. Град се налази на надморској висини од 394 метра. Површина општине износи 93,1 km². У самом граду је, према процјени из 2010. године, живјело 4.833 становника. Просјечна густина становништва износи 52 становника/km².